# Lothar-Meyer-Gymnasium
Das Lothar-Meyer-Gymnasium (LMG) in der niedersächsischen Stadt Varel ist das einzige allgemeinbildende Gymnasium im südlichen Teil des Landkreises Friesland. Die offene Ganztagsschule wurde 1975 nach dem in Varel geborenen Chemiker Lothar Meyer benannt. Das Einzugsgebiet der Schule umfasst neben der Stadt Varel vor allem die friesischen Gemeinden Bockhorn und Zetel.

## Geschichte

### Entwicklung der Schule zum Gymnasium
Wahrscheinlich gab es bereits Mitte des 17. Jahrhunderts in Varel Lateinkurse, doch erst 1734 wurde hinter der Schlosskirche ein Schulgebäude errichtet, das im Laufe der nächsten knapp 100 Jahre neben einer Haupt- und Zwangsschule, einer Volksschule und einer Mädchenschule auch eine Kantorschule mit Lateinunterricht für Privatschüler enthielt; eine zusätzliche Schreib- und Rechenklasse gab es in dieser Schule ab 1829. Seit 1836 lagen Pläne vor, die Schule in eine Bürgerschule umzuwandeln. Im Gegensatz zu den staatlichen Schulen in den umliegenden Städten ist die 1841 erfolgte Gründung der Vareler Bürgerschule in dem Gebäude der heutigen Stadtbibliothek dann auf privates Engagement zurückzuführen. In dieser neuen Schule wurden von Beginn an Jungen und Mädchen unterrichtet. Nach gescheiterten Anträgen in den Jahren 1861 und 1869 wurde es dann erst im dritten Anlauf 1872 genehmigt, die Schule an die Stadt, seit 1858 Stadt I. Klasse, abzugeben.
1876 erfolgte dann die Trennung in eine höhere Töchterschule einerseits und eine Realschule für Jungen andererseits, jeweils an verschiedenen Standorten. Letztere wurde auf die Initiative des Schulleiters hin 1877 zur Realschule I. Ordnung mit wahlfreiem Lateinunterricht umgewandelt und damit den Gymnasien in der Umgebung weitgehend gleichgestellt. In den Folgejahren ging von Vareler Bürgern der Wunsch aus, die Schule zur Oberrealschule aufzuwerten. Die Gegenstimme des damaligen Bürgermeisters von Thünen zu diesem Wunsch führte zu Beschwerden der Stadtratsmehrheit beim Innenministerium und einer Bürgerpetition zur Begrenzung der Amtszeit des Bürgermeisters.
Auch aus Kostengründen wurden die Realschule I. Ordnung und die höhere Töchterschule 1902 zur koedukativen Realschule vereinigt, bevor es 1912/13 wieder die Vareler Bürger waren, die in einer Petition die Umwandlung der Schule in eine Oberrealschule forderten. Zu dieser Umwandlung kam es aber erst nach dem Ersten Weltkrieg im Jahre 1923. Die neue Städtische Oberrealschule erhielt nun auch das Recht zur Verleihung des Abiturs, das 1926 erstmals von 6 Schülern und 4 Schülerinnen abgelegt wurde.
Ab 1933 zeigte sich die Herrschaft des Nationalsozialismus auch an der Städtischen Oberrealschule Varel: Direktor Schenck versprach 1936, die Schule im nationalsozialistischen Sinne zu leiten und wiederholte diese Äußerung zur Feier des 100-jährigen Jubiläums der Schule 1941 in seiner Festrede. Ab 1937 durften wie im ganzen Deutschen Reich keine jüdischen Schüler mehr die Schule besuchen, und während des Zweiten Weltkrieges wurden wie überall Schüler als Flakhelfer verpflichtet und Lehrer zum Volkssturm eingezogen, insgesamt fielen 185 Schüler und Lehrer. Am Ende des Krieges wurden die Gebäude der Schule als Lazarett und Flüchtlingsunterkunft genutzt, bevor der im Oktober wieder aufgenommene Unterricht im Dezember 1945 auch wieder in den alten Gebäuden erteilt wurde.

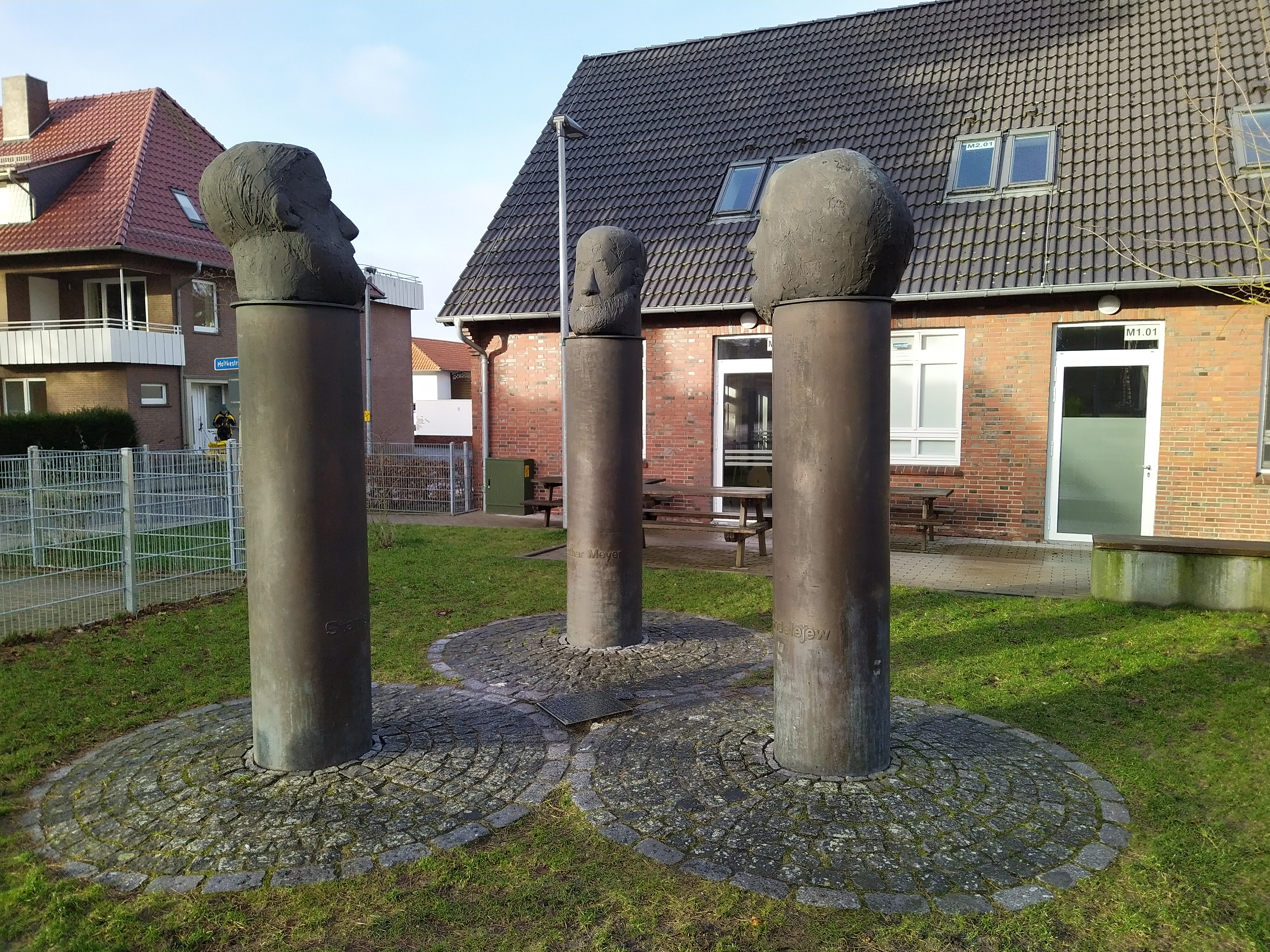
Denkmal der drei Chemiker

Elf Jahre nach dem Kriegsende, 1956, wurde die Schule im Zuge der in Niedersachsen erfolgten Begriffsvereinheitlichungen in Gymnasium Varel, 1975 dann nach dem Antrag eines Schülers in der Gesamtkonferenz zu Ehren des in Varel geborenen Chemikers in Lothar-Meyer-Gymnasium umbenannt. 100 Jahre nach dessen Tod wurde 1995 vor der Schule ein Denkmal mit den Köpfen der drei Chemiker Lothar Meyer, Dmitri Mendelejew und Stanislao Cannizzaro eingeweiht, 2003 erhielt die Schule zudem ein eigenes Logo. Im Jahre 2004 wurde eine Außenstelle des Gymnasiums in der Nachbargemeinde Zetel eingerichtet, die nach der Einrichtung einer neuen IGS in Zetel seit 2016 wieder ausläuft. Im Jahre 2016 feierte die Schule auch das 175-jährige Jubiläum des höheren Schulwesens in Varel.
Heute ist das Lothar-Meyer-Gymnasium eine Schule mit verschiedenen Schwerpunktbildungen (Musikzweig, bilinguale Klasse, MINT-Klasse, Sportklasse) und mit 169 Neuanmeldungen zu Beginn des Schuljahres 2017/18 die am stärksten nachgefragte Schule des Landkreises.

### Gebäude
Das heutige Schulgelände entstand – der bewegten Geschichte der Schule entsprechend – im Laufe der Jahrzehnte durch Umbauten, Anbauten, Neubauten und Umfunktionierung anliegender Gebäude. 1908 wurden die ursprünglichen Gebäude einschließlich der an den Jugendstil angelehnten Aula nach Plänen des Bremer Architekten Hugo Wagner erweitert, sodass der heutige Altbau und der heutige Verwaltungstrakt in ihren Grundzügen entstanden. Der Altbau wurde 1950 noch einmal erweitert, die Aula im Laufe der Jahrzehnte grundlegend renoviert, sodass der ursprüngliche Stil nicht mehr erkennbar ist.
1962 wurde auch aufgrund des bestehenden naturwissenschaftlichen Zweiges der Schule ein eigener naturwissenschaftlicher Trakt gebaut, 1964 folgte eine eigene Turnhalle, die von den Vareler Bürgern als „Traumhalle“ bezeichnet wurde. 1979 wurden das heutige Kunst- und Musikgebäude sowie das Technikum von der damaligen Sonderschule übernommen. Das Technikum war 1895 als Gebäude der Großherzoglichen Baugewerk- und Maschinenschule im Stil der Neorenaissance erbaut worden und wurde zuletzt 2018 wieder renoviert.
Im Jahre 1986 dann wurde der 15 Jahre zuvor zunächst als Pavillon installierte Klassentrakt als Anbau an den Altbau eingeweiht. Zudem wurden 2002 eine Cafeteria und 2006 eine Pausenhalle eröffnet.
Seit der Corona-Pandemie verfügt die Schule über ein für Schülerinnen und Schüler nutzbares WLAN-Netzwerk.

#### Sanierungs- und Umbaukonzept des Landkreises
Am 16. März 2016 beschloss der Landkreis Friesland ein umfassendes Neubau- und Sanierungskonzept für die einzelnen Schulgebäude:
Zunächst wurde nach länger anhaltendem schlechten Gebäudezustand 2017 das Technikum (T-Trakt) renoviert. Die neuen Räume sind mit Beamern, nicht jedoch mit Activboards ausgestattet.
Danach wurde 2017 mit der Errichtung eines Anbaus an den Kunst- und Musiktrakt begonnen, welcher im Oktober 2018 fertiggestellt wurde. Mit 10 neuen Unterrichtsräumen bietet dieser Anbau Platz für etwa 300 Schülerinnen und Schüler.
Nach Fertigstellung des Neubaus wurde der alte Teil des Kunst- und Musiktraktes saniert und umfassend umgebaut. Es wurde eine neue Pausenhalle für die Oberstufe mit einem angrenzenden Café, genannt LMC (kurz für Lothar-Meyer-Café), errichtet, welches durch die gps-Wilhelmshaven betrieben wird.
Im Jahr 2020 wurde daraufhin mit der Sanierung des Sport- und Natruwissenschaftstraktes begonnen. Neben Renouvierungs- und Sanierungsarbeiten wurden die Klassen- und Arbeitsräume grundlegend neu gestalte. Dabei wurde der Platz, den die Schülerinnen und Schüler für eigene Experimente nutzen können, erheblich vergrößert und die Unterrichtsräume mit digitalen Unterrichtsutensilien ausgestattet. Diese Umstellung verlief nicht gänzlich einwandfrei. Zusätzlich wurde das Erdgeschoss einschließlich Mensa und Pausenhalle umgestaltet und modernisiert. Im Zuge dieser Umgestaltung erhielt der Ganztag dort neue Räume.
In der Zukunft sind darüber hinaus Sanierungsarbeiten an allen anderen Gebäuden vorgesehen.

### Zahl der Schüler
| 1841 | 1859 | 1906 | 1918 | 1928 | 1932 | 1939 | 1945 | 1953 | 1962 | 1981 | 2003 | 2004 | 2006 | 2009 | 2014 | 2020 | 2024 |
| ---- | ---- | ---- | ---- | ---- | ---- | ---- | ---- | ---- | ---- | ---- | ---- | ---- | ---- | ---- | ---- | ---- | ---- |
| 140  | 196  | 235  | 520  | 431  | 344  | 215  | 358  | 706  | 438  | 851  | 638  | 1080 | 1200 | 1400 | 1000 | 1151 | 1050 |

## Heute

### Unterricht
Schon in den 60er- und 70er-Jahren gab es in der Oberstufe des Gymnasiums die Einteilung in einen mathematisch-naturwissenschaftlichen, einen altsprachlichen und einen neusprachlichen Zweig, die im Zuge der Oberstufenstrukturreform dann aber abgeschafft werden musste. 1985/86 wurde die Schule als Testschule zur Erprobung Neuer Technologien ausgewählt, 1996 erhielt sie im Rahmen des Projekts „Schulen ans Netz“ als eine von bundesweit 250 Schulen recht früh einen ISDN-Anschluss.
Seit 2005 ist das Lothar-Meyer-Gymnasium als offene Ganztagsschule organisiert. Die Schüler können das Gymnasium ab der 5. Klasse besuchen und nach der 13. Klasse das Abitur ablegen. Nachdem es seit 2003 in jedem Jahrgang eine Bläserklasse gegeben hatte, kann seit Kurzem ab der 5. Klasse der Musikzweig belegt, in den Jahrgangsstufen 9/10 außerdem eine bilinguale Klasse, eine MINT-Klasse oder eine Sportklasse besucht werden.
Es werden die Sprachen Deutsch, Englisch, Französisch, Latein und Spanisch, die künstlerischen Fächer Kunst, Musik und Darstellendes Spiel, die Gesellschaftswissenschaften Erdkunde, Geschichte, Politik, Religion und Werte und Normen, die MINT-Fächer Mathematik, Informatik, Biologie, Chemie und Physik und das Fach Sport unterrichtet.

### Partnerschulen
Das Lothar-Meyer-Gymnasium bot bereits 1960 einen Austausch mit einer Schule in London-Hampstead an. Seitdem gab es verschiedene Austauschprogramme, u. a. auch mit Schulen in Polen und Ungarn, von denen die folgenden gegenwärtig bestehen:
- Jackson High School, Jackson (Michigan, USA), bereits seit 1985[37]
- Roelof van Echten College, Hoogeveen (Niederlande), bereits seit 1988[38]
- Collège Joseph Suacot, La Réunion (Frankreich)
- Gymnasium El Palo, Málaga (Spanien)
- Zhejiang Xiaoshan High School, Hangzhou (China)[39]

### Schülerzeitung
Bereits ab 1959 gab es am Lothar-Meyer-Gymnasium eine Zeitung namens „Der Ring“, die zunächst von Lehrern ins Leben gerufen und ab 1960 dann von Schülern produziert wurde. Mehr als drei Jahrzehnte später wurde dann 1992 die Schülerzeitung Kaktus gegründet, die seitdem zu den meistprämierten Schülerzeitungen Niedersachsens gehört. So wurde sie u. a. 1997 und 2003 als beste Schülerzeitung Niedersachsens ausgezeichnet und erreichte auch in jüngerer Vergangenheit immer wieder Top-3-Platzierungen beim niedersächsischen Jugendpressepreis. Einer der Höhepunkte in der fast 30-jährigen Geschichte der mittlerweile fast 50-mal erschienenen Zeitung war im Jahre 2004 der 2. Preis des Schülerzeitungswettbewerbs des Bundespräsidenten. Bemerkenswert ist zudem, dass es bereits verhältnismäßig früh eine umfassende Online-Ausgabe des Kaktus gab, die im Jahre 2001 mit dem 2. Preis des bundesweiten Spiegel-Wettbewerbs ausgezeichnet wurde.

### Theater und Musik
- Die Schule blickt auf eine lange Theatertradition zurück. 1984 wurde die Theater-AG wiederbelebt[47] und führt seitdem jährlich eigene Inszenierungen auf, die auch überregional Beachtung fanden. So erhielten die Schülerinnen und Schüler der Arbeitsgruppe 2005 für ihre Inszenierung von Aristophanes’ Komödie „Lysistrata“ einen Preis des Förderwettbewerbs „Demokratisch Handeln“ der Theodor-Heuss-Stiftung[48] und wurden im Jahr 2009 mit ihrer Inszenierung von Jostein Gaarders Roman „Das Orangenmädchen“ von der Deutsch-Norwegischen Gesellschaft nach Oslo eingeladen, wo sie das Stück in Anwesenheit des Autors aufführten.[49]
- Ebenso gibt es seit jeher verschiedene Musikgruppen am Lothar-Meyer-Gymnasium: Bereits 1960 gab es ein Streichorchester und verschiedene Chöre.[36] Derzeit gibt es neben dem musikalischen Zweig (s. o.) zwei große Chöre, ein Orchester, ein Kammermusik-Ensemble, eine Rock-AG, eine Percussion-AG und eine Big Band, sodass regelmäßig umfangreiche Konzertprogramme dargeboten werden.[50] Die längste Tradition hat dabei die seit 1989 bestehende Big Band „Lothar Meyer Confusion“, die jährlich im Alten Kurhaus Dangast Konzerte gibt.[51]

### Besondere Ereignisse
Im April und Mai 2002 geriet das Lothar-Meyer-Gymnasium deutschlandweit in die Medien, da das Abitur nach einem Drohbrief, der im Lichte des kurz zuvor geschehenen Amoklaufes von Erfurt besonders ernst genommen worden war, unter Polizeischutz abgelegt werden musste.

## Bekannte ehemalige Schüler

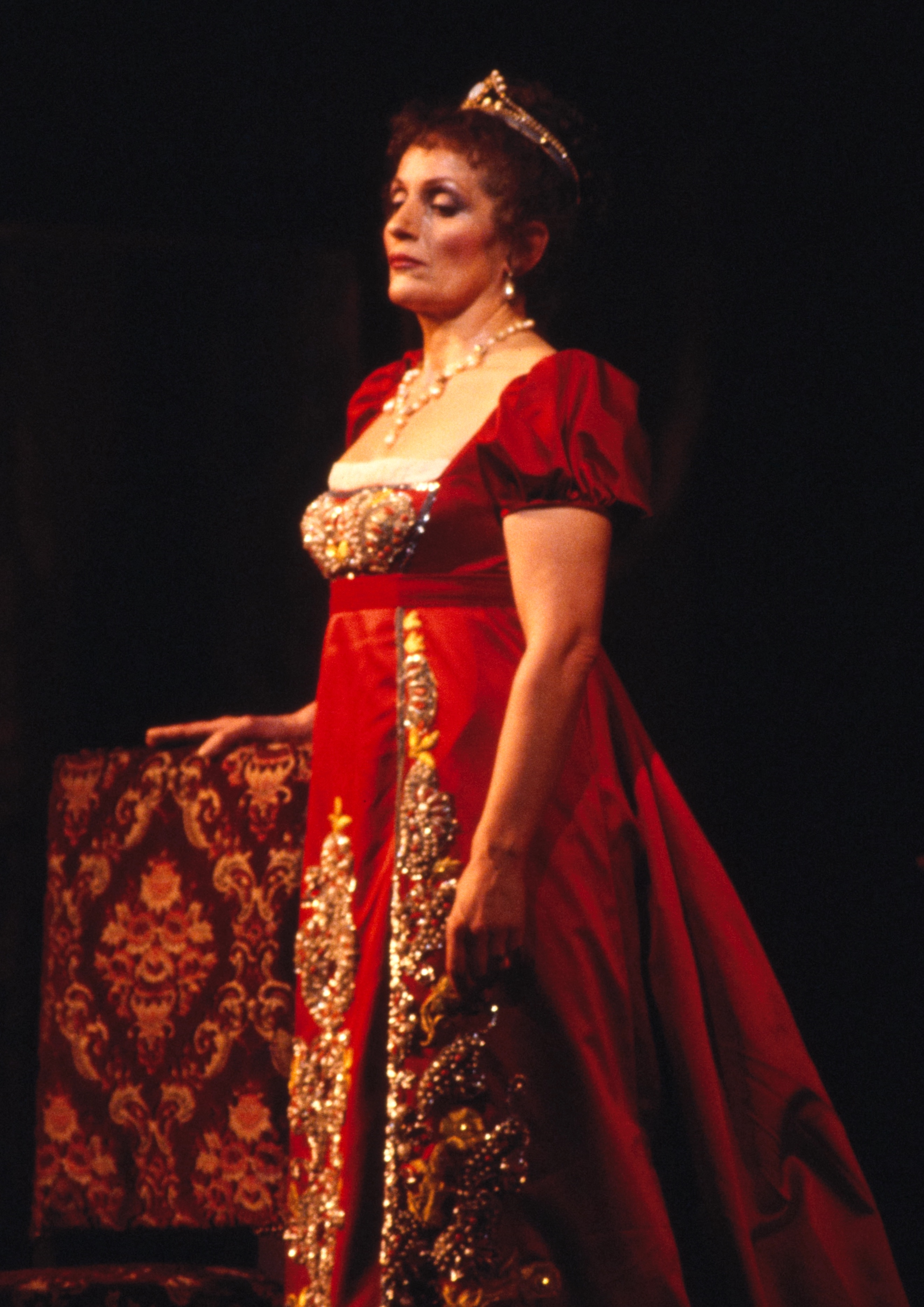
Hildegard Behrens als Tosca in der Metropolitan Opera, New York City (1985)

- Julius Lothar Meyer, um 1880 (Fotografie)Hildegard Behrens als Tosca  in der Metropolitan Opera, New York City (1985)Lothar Meyer (1830–1895), als Chemiker Mitbegründer des Periodensystems der Elemente und Namenspate des Gymnasiums, 1841 bis 1847 Schüler der damaligen Bürgerschule[13][53]

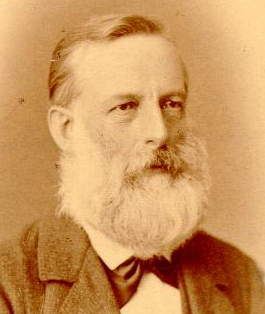
Julius Lothar Meyer, um 1880 (Fotografie)

- Oskar Emil Meyer (1834–1909), Physiker und Hochschullehrer, Schüler der damaligen Bürgerschule
- Ferdinand Hardekopf (1876–1954), Journalist und expressionistischer Schriftsteller, 1883 bis 1887 Schüler der damaligen Realschule[54]
- Hans Walter Berg (1916–2003), als Journalist erster Asienkorrespondent des deutschen Fernsehens, bis 1933 Schüler der damaligen Oberrealschule[55]
- Wilhelm Behrens (1930–2000), Pianist, Professor an der Musikhochschule in Freiburg (Br.)
- Hildegard Behrens (1937–2009), als Sopranistin v. a. berühmt für ihre Interpretationen der Wagner-Rollen Sieglinde und Brünnhilde, 1957 Abitur am Gymnasium Varel[56]
- Hans-Joachim Janßen (* 1960), Politiker (Bündnis 90/Die Grünen) und Mitglied des Niedersächsischen Landtages, 1980 Abitur am Lothar-Meyer-Gymnasium[57]
- Gerd-Christian Wagner (* 1964), Politiker (SPD) und seit 2006 Vareler Bürgermeister, 1984 Abitur am Lothar-Meyer-Gymnasium
- Dirk Flege (* 1965), Politologe, Journalist, seit 2001 Geschäftsführer des gemeinnützigen Verkehrsbündnisses Allianz pro Schiene
- Niels Klein (* 1978), als Jazz-Saxophonist u. a. ausgezeichnet mit dem ECHO Jazz 2015, 1997 Abitur am Lothar-Meyer-Gymnasium
- Johannes Bitter (* 1982), als Handballtorwart u. a. Weltmeister 2007, 2001 Abitur am Lothar-Meyer-Gymnasium